# 罗斯托基诺区
罗斯托基诺区（俄語：район Ростокино）是莫斯科东北行政区的一区，面积3.54平方公里，人口52,115人。植物园站、植物园站和罗斯托基诺站在本区内。